# Wereldkampioenschap voetbal 1970
Het FIFA wereldkampioenschap voetbal 1970 was de negende editie van een internationale voetbalwedstrijd tussen de nationale mannenteams van landen die aangesloten zijn bij de FIFA. Mexico was in 1970 gastheer van de eindronde, zoals zes jaar eerder, op 8 oktober 1964, besloten tijdens een FIFA-congres in Tokio. 
Aan de voorronden deden ruim zeventig landen mee. De loting voor de eindronde had plaats op 10 januari 1970 in Mexico-Stad. Het toernooi begon op 31 mei en eindigde op 21 juni. Brazilië werd voor de derde keer wereldkampioen, met een team waarin Pelé zijn vierde WK beleefde. Het toernooi werd in tegenstelling tot de twee voorgaande edities gekenmerkt door aanvallend spel. Er werd geen enkele rode kaart uitgedeeld.
Het toernooi kende enkele vernieuwende spelregels. Voor het eerst werden wisselspelers toegestaan, maximaal twee per team. Ook het systeem van gele en rode kaarten werd hier voor het eerst officieel toegepast.
De halve finale tussen West-Duitsland en Italië staat in Duitsland bekend als het Jahrhundertspiel en in Italië als de Partita del secolo: de wedstrijd van de eeuw. In het Aztekenstadion in Mexico-Stad zagen ruim 100.000 toeschouwers Italië winnen met 4-3; vijf doelpunten vielen in de verlenging. Ter herinnering aan de wedstrijd werd aan de buitenzijde van het stadion een plaquette aangebracht.

## Kwalificatie
| FIFA-lid          | Confederatie | Kwalificatie    | Aantal dln. (incl. 1970) | Dln. op rij | Eerste dln. | Laatste dln. | Titels (excl. 1970) | Beste prestatie |
| ----------------- | ------------ | --------------- | ------------------------ | ----------- | ----------- | ------------ | ------------------- | --------------- |
| Mexico            | CONCACAF     | Gastland        | 7e                       | 6           | 1930        | 1966         | 0                   | Groepsfase      |
| Engeland          | UEFA         | Titelhouder     | 6e                       | 6           | 1950        | 1966         | 1                   | Kampioen        |
| Roemenië          | UEFA         | Winnaar groep 1 | 4e                       | 1           | 1930        | 1938         | 0                   | Groepsfase      |
| Tsjecho-Slowakije | UEFA         | Winnaar groep 2 | 6e                       | 1           | 1934        | 1962         | 0                   | Tweede          |
| Italië            | UEFA         | Winnaar groep 3 | 7e                       | 3           | 1934        | 1966         | 2                   | Winnaar         |
| Sovjet-Unie       | UEFA         | Winnaar groep 4 | 4e                       | 4           | 1958        | 1966         | 0                   | Vierde          |
| Zweden            | UEFA         | Winnaar groep 5 | 5e                       | 1           | 1934        | 1966         | 0                   | Tweede          |
| België            | UEFA         | Winnaar groep 6 | 5e                       | 1           | 1930        | 1954         | 0                   | Groepsfase      |
| West-Duitsland    | UEFA         | Winnaar groep 7 | 7e                       | 5           | 1934        | 1966         | 1                   | Kampioen        |
| Bulgarije         | UEFA         | Winnaar groep 8 | 3e                       | 3           | 1962        | 1966         | 0                   | Groepsfase      |
| Marokko           | CAF          | Finaleronde     | 1e                       | 1           | n.v.t.      | n.v.t.       | n.v.t.              | n.v.t.          |
| Israël            | AFC          | Finaleronde     | 1e                       | 1           | n.v.t.      | n.v.t.       | n.v.t.              | n.v.t.          |
| El Salvador       | CONCACAF     | Winnaar finale  | 1e                       | 1           | n.v.t.      | n.v.t.       | n.v.t.              | n.v.t.          |
| Peru              | CONMEBOL     | Winnaar groep 1 | 2                        | 1           | 1930        | 1930         | 0                   | Groepsfase      |
| Brazilië          | CONMEBOL     | Winnaar groep 2 | 9                        | 9           | 1930        | 1966         | 2                   | Kampioen        |
| Uruguay           | CONMEBOL     | Winnaar groep 3 | 6                        | 3           | 1930        | 1966         | 2                   | Kampioen        |

## Deelnemende landen
| Groep A                               | Groep B                      | Groep C                                      | Groep D                               |
| ------------------------------------- | ---------------------------- | -------------------------------------------- | ------------------------------------- |
| België El Salvador Mexico Sovjet-Unie | Israël Italië Uruguay Zweden | Brazilië Engeland Roemenië Tsjecho-Slowakije | Bulgarije Marokko Peru West-Duitsland |

## Speelsteden
| Guadalajara                                  | León                                         | Mexico-Stad                                  | Puebla                                |
| -------------------------------------------- | -------------------------------------------- | -------------------------------------------- | ------------------------------------- |
| Estadio Jalisco Capaciteit: 71.000           | Estadio Guanajuato Capaciteit: 30.000        | Aztekenstadion Capaciteit: 107.247           | Estadio Cuauhtémoc Capaciteit: 36.000 |
|                                              |                                              |                                              |                                       |
| · Mexico-Stad Puebla Toluca León Guadalajara | · Mexico-Stad Puebla Toluca León Guadalajara | · Mexico-Stad Puebla Toluca León Guadalajara | Toluca                                |
| · Mexico-Stad Puebla Toluca León Guadalajara | · Mexico-Stad Puebla Toluca León Guadalajara | · Mexico-Stad Puebla Toluca León Guadalajara | Estadio Luis Dosal Capaciteit: 30.000 |
| · Mexico-Stad Puebla Toluca León Guadalajara | · Mexico-Stad Puebla Toluca León Guadalajara | · Mexico-Stad Puebla Toluca León Guadalajara |                                       |

## Scheidsrechters
Vijfentwintig scheidsrechters werden voor de wedstrijden aangewezen.

## Groepsfase

### Groep A
België ging met hoge verwachtingen naar Mexico, tenslotte werden zowel Spanje en Joegoslavië verslagen in de voorronde. De Belgen waren toernooivoetbal niet echt gewend en de ploeg rond Paul Van Himst kreeg al snel last van heimwee. De eerste wedstrijd tegen El Salvador werd nog gewonnen (de eerste overwinning van de Belgen in vijf WK's), maar tegen de Sovjet-Unie werd de ploeg weggespeeld. De laatste wedstrijd tegen het gastland Mexico moest gewonnen worden, maar door een omstreden strafschop verloren de Belgen ook deze wedstrijd en konden naar huis.
Mexico had een matig elftal, maar had het voordeel van het thuispubliek en nog meer van de scheidsrechters en grensrechters. Vooral de wedstrijd tegen El Salvador was gênant: Mexico scoorde, nadat een inworp niet aan de Salvadoranen werd gegeven en de doelpuntenmaker buitenspel stond. El Salvador weigerde lange tijd af te trappen na dit onrecht. In de tweede helft was er nog een doelpunt in buitenspelpositie. Samen met Mexico plaatste de zoals altijd solide Sovjet-Unie zich voor de kwartfinale. De legendarische keeper Lev Jasjin was nu reserve. Jevgeni Lovtsjev werd de eerste speler op een WK die een gele kaart kreeg.
| Land        | Wed | Win | Gel | Ver | DV | DT | +/− | Pnt |
| ----------- | --- | --- | --- | --- | -- | -- | --- | --- |
| Sovjet-Unie | 3   | 2   | 1   | 0   | 6  | 1  | +5  | 5   |
| Mexico      | 3   | 2   | 1   | 0   | 5  | 0  | +5  | 5   |
| België      | 3   | 1   | 0   | 2   | 4  | 5  | −1  | 2   |
| El Salvador | 3   | 0   | 0   | 3   | 0  | 9  | −9  | 0   |

|                                              |                        |       |             |                                                                                          |
| 31 mei 1970 «onderlinge duels» 12:00 (UTC−6) | Mexico                 | 0 – 0 | Sovjet-Unie | Aztekenstadion, Mexico-Stad Toeschouwers: 107.160 Scheidsrechter: Kurt Tschenscher (FRG) |
| 31 mei 1970 «onderlinge duels» 12:00 (UTC−6) | verslag (FIFA) verslag |       |             | Aztekenstadion, Mexico-Stad Toeschouwers: 107.160 Scheidsrechter: Kurt Tschenscher (FRG) |

|                                              |                                      |                        |             |                                                                                         |
| 3 juni 1970 «onderlinge duels» 16:00 (UTC−6) | België                               | 3 – 0                  | El Salvador | Aztekenstadion, Mexico-Stad Toeschouwers: 92.205 Scheidsrechter: Andrei Rădulescu (ROU) |
| 3 juni 1970 «onderlinge duels» 16:00 (UTC−6) | Van Moer 12', 54' Lambert 76' (pen.) | verslag (FIFA) verslag |             | Aztekenstadion, Mexico-Stad Toeschouwers: 92.205 Scheidsrechter: Andrei Rădulescu (ROU) |

|                                              |                                                 |                        |             |                                                                                        |
| 6 juni 1970 «onderlinge duels» 16:00 (UTC−6) | Sovjet-Unie                                     | 4 – 1                  | België      | Aztekenstadion, Mexico-Stad Toeschouwers: 95.261 Scheidsrechter: Rudolf Scheurer (SUI) |
| 6 juni 1970 «onderlinge duels» 16:00 (UTC−6) | Bisjovets 14', 63' Asatiani 57' Chmelnitski 76' | verslag (FIFA) verslag | 86' Lambert | Aztekenstadion, Mexico-Stad Toeschouwers: 95.261 Scheidsrechter: Rudolf Scheurer (SUI) |

|                                              |                                             |                        |             |                                                                                    |
| 7 juni 1970 «onderlinge duels» 12:00 (UTC−6) | Mexico                                      | 4 – 0                  | El Salvador | Aztekenstadion, Mexico-Stad Toeschouwers: 103.058 Scheidsrechter: Ali Kandil (VAR) |
| 7 juni 1970 «onderlinge duels» 12:00 (UTC−6) | Valdivia 45', 46' Fragoso 58' Basaguren 83' | verslag (FIFA) verslag |             | Aztekenstadion, Mexico-Stad Toeschouwers: 103.058 Scheidsrechter: Ali Kandil (VAR) |

|                                               |                    |                        |             |                                                                                               |
| 10 juni 1970 «onderlinge duels» 16:00 (UTC−6) | Sovjet-Unie        | 2 – 0                  | El Salvador | Aztekenstadion, Mexico-Stad Toeschouwers: 89.979 Scheidsrechter: Rafael Hormazábal Díaz (CHI) |
| 10 juni 1970 «onderlinge duels» 16:00 (UTC−6) | Bisjovets 51', 74' | verslag (FIFA) verslag |             | Aztekenstadion, Mexico-Stad Toeschouwers: 89.979 Scheidsrechter: Rafael Hormazábal Díaz (CHI) |

|                                               |                 |                        |        |                                                                                        |
| 11 juni 1970 «onderlinge duels» 16:00 (UTC−6) | Mexico          | 1 – 0                  | België | Aztekenstadion, Mexico-Stad Toeschouwers: 108.192 Scheidsrechter: Ángel Coerezza (ARG) |
| 11 juni 1970 «onderlinge duels» 16:00 (UTC−6) | Peña 14' (pen.) | verslag (FIFA) verslag |        | Aztekenstadion, Mexico-Stad Toeschouwers: 108.192 Scheidsrechter: Ángel Coerezza (ARG) |

### Groep B
Het WK van Mexico 1970 stond bekend als een spectaculair WK, maar dat gold niet voor de wedstrijden in groep B. Nu stonden zowel Italië als Uruguay nooit bekend als spectaculaire teams, maar nu maakten ze het wel heel bont. In de wedstrijd tussen de twee teams weigerde het publiek de bal opnieuw in het veld te brengen uit onvrede over het vertoonde spel. In totaal werden er zes goals gescoord in deze groep, het laagste ooit in een kwalificatiegroep. Italië speelde onvervalst catenacciovoetbal en de coach weigerde de twee creatieve spelers Gianni Rivera en Sandro Mazzola samen in de ploeg op te stellen. Het doelsaldo van de ploeg was 1-0 in drie wedstrijden, ze wonnen alleen van Zweden door een fout van keeper Hellström. Uruguay won alleen van Israël en had genoeg aan 1-0 nederlaag tegen Zweden om de tweede ronde te halen.
| Land    | Wed | Win | Gel | Ver | DV | DT | +/− | Pnt |
| ------- | --- | --- | --- | --- | -- | -- | --- | --- |
| Italië  | 3   | 1   | 2   | 0   | 1  | 0  | +1  | 4   |
| Uruguay | 3   | 1   | 1   | 1   | 2  | 1  | +1  | 3   |
| Zweden  | 3   | 1   | 1   | 1   | 2  | 2  | 0   | 3   |
| Israël  | 3   | 0   | 2   | 1   | 1  | 3  | −2  | 2   |

|                                              |                        |                        |        |                                                                                      |
| 2 juni 1970 «onderlinge duels» 16:00 (UTC−6) | Uruguay                | 2 – 0                  | Israël | Estadio Cuauhtémoc, Puebla Toeschouwers: 20.654 Scheidsrechter: Bobby Davidson (SCO) |
| 2 juni 1970 «onderlinge duels» 16:00 (UTC−6) | Maneiro 23' Mujica 50' | verslag (FIFA) verslag |        | Estadio Cuauhtémoc, Puebla Toeschouwers: 20.654 Scheidsrechter: Bobby Davidson (SCO) |

|                                              |                |                        |        |                                                                                   |
| 3 juni 1970 «onderlinge duels» 16:00 (UTC−6) | Italië         | 1 – 0                  | Zweden | Estadio Luis Dosal, Toluca Toeschouwers: 13.433 Scheidsrechter: Jack Taylor (ENG) |
| 3 juni 1970 «onderlinge duels» 16:00 (UTC−6) | Domenghini 10' | verslag (FIFA) verslag |        | Estadio Luis Dosal, Toluca Toeschouwers: 13.433 Scheidsrechter: Jack Taylor (ENG) |

|                                              |                        |       |        |                                                                                     |
| 6 juni 1970 «onderlinge duels» 16:00 (UTC−6) | Uruguay                | 0 – 0 | Italië | Estadio Cuauhtémoc, Puebla Toeschouwers: 29.968 Scheidsrechter: Rudi Glöckner (DDR) |
| 6 juni 1970 «onderlinge duels» 16:00 (UTC−6) | verslag (FIFA) verslag |       |        | Estadio Cuauhtémoc, Puebla Toeschouwers: 29.968 Scheidsrechter: Rudi Glöckner (DDR) |

|                                              |              |                        |              |                                                                                      |
| 7 juni 1970 «onderlinge duels» 12:00 (UTC−6) | Zweden       | 1 – 1                  | Israël       | Estadio Luis Dosal, Toluca Toeschouwers: 9.624 Scheidsrechter: Seyoum Tarekegn (ETH) |
| 7 juni 1970 «onderlinge duels» 12:00 (UTC−6) | Turesson 53' | verslag (FIFA) verslag | 56' Spiegler | Estadio Luis Dosal, Toluca Toeschouwers: 9.624 Scheidsrechter: Seyoum Tarekegn (ETH) |

|                                               |         |                        |           |                                                                                      |
| 10 juni 1970 «onderlinge duels» 16:00 (UTC−6) | Uruguay | 0 – 1                  | Zweden    | Estadio Cuauhtémoc, Puebla Toeschouwers: 18.163 Scheidsrechter: Henry Landauer (USA) |
| 10 juni 1970 «onderlinge duels» 16:00 (UTC−6) |         | verslag (FIFA) verslag | 90' Grahn | Estadio Cuauhtémoc, Puebla Toeschouwers: 18.163 Scheidsrechter: Henry Landauer (USA) |

|                                               |                        |       |        |                                                                                        |
| 11 juni 1970 «onderlinge duels» 16:00 (UTC−6) | Israël                 | 0 – 0 | Italië | Estadio Luis Dosal, Toluca Toeschouwers: 9.890 Scheidsrechter: Antônio de Moraês (BRA) |
| 11 juni 1970 «onderlinge duels» 16:00 (UTC−6) | verslag (FIFA) verslag |       |        | Estadio Luis Dosal, Toluca Toeschouwers: 9.890 Scheidsrechter: Antônio de Moraês (BRA) |

### Groep C
Guadalajara maakte zich op voor de optredens van de twee laatste wereldkampioenen: Brazilië en Engeland. In hun eerste wedstrijd tegen Tsjecho-Slowakije maakten de Brazilianen al enorm veel indruk, vooral aanvallend. Petráš scoorde eerst uit een uitval voor de Tsjechen en een vrije trap van specialist Rivelino zorgde voor de gelijkmaker. In het begin van de tweede helft probeerde Pelé te scoren vanaf eigen helft, het zuivere schot ging rakelings naast. De tot dan toe gelijkwaardige Tsjechen raakten geïmponeerd en werden de hele tweede helft overklast: één goal van Pelé en twee van Jairzinho zorgde voor de 4-1 eindstand.
De tweede wedstrijd tegen wereldkampioen Engeland was een stuk zwaarder dan de eerste. De vrienden Pelé en Bobby Moore vochten verbeten duels uit en keeper Gordon Banks maakte een legendarische redding op een kopbal van Pelé. Diep in de tweede helft zorgde Jairzinho voor de enige treffer. Het had weinig gescheeld of Moore had het toernooi gemist. Vlak voor het WK zat de aanvoerder van Engeland een paar dagen in de cel in Colombia op verdenking van diefstal. Het maakte het Engelse team het minst populaire team op het WK, terwijl later bleek dat het opgezet spel was. Brazilië won ook zijn laatste wedstrijd tegen Roemenië: 3-2, een duel waarin duidelijk werd dat het sterke punt van de Brazilianen niet bepaald de verdediging en vooral de doelman Felix was. Engeland plaatste zich ook voor de kwartfinale na een zege op de Tsjechen: 1-0.
| Land              | Wed | Win | Gel | Ver | DV | DT | +/− | Pnt |
| ----------------- | --- | --- | --- | --- | -- | -- | --- | --- |
| Brazilië          | 3   | 3   | 0   | 0   | 8  | 3  | +5  | 6   |
| Engeland          | 3   | 2   | 0   | 1   | 2  | 1  | +1  | 4   |
| Roemenië          | 3   | 1   | 0   | 2   | 4  | 5  | −1  | 2   |
| Tsjecho-Slowakije | 3   | 0   | 0   | 3   | 2  | 7  | −5  | 0   |

|                                              |          |                        |           |                                                                                      |
| 2 juni 1970 «onderlinge duels» 16:00 (UTC−6) | Roemenië | 0 – 1                  | Engeland  | Estadio Jalisco, Guadalajara Toeschouwers: 50.560 Scheidsrechter: Vital Loraux (BEL) |
| 2 juni 1970 «onderlinge duels» 16:00 (UTC−6) |          | verslag (FIFA) verslag | 65' Hurst | Estadio Jalisco, Guadalajara Toeschouwers: 50.560 Scheidsrechter: Vital Loraux (BEL) |

|                                              |                   |                        |                                          |                                                                                       |
| 3 juni 1970 «onderlinge duels» 16:00 (UTC−6) | Tsjecho-Slowakije | 1 – 4                  | Brazilië                                 | Estadio Jalisco, Guadalajara Toeschouwers: 52.897 Scheidsrechter: Ramón Barreto (URU) |
| 3 juni 1970 «onderlinge duels» 16:00 (UTC−6) | Petráš 11'        | verslag (FIFA) verslag | 24' Rivelino 59' Pelé 61', 83' Jairzinho | Estadio Jalisco, Guadalajara Toeschouwers: 52.897 Scheidsrechter: Ramón Barreto (URU) |

|                                              |                                 |                        |                   |                                                                                      |
| 6 juni 1970 «onderlinge duels» 16:00 (UTC−6) | Roemenië                        | 2 – 1                  | Tsjecho-Slowakije | Estadio Jalisco, Guadalajara Toeschouwers: 56.818 Scheidsrechter: Diego De Leo (MEX) |
| 6 juni 1970 «onderlinge duels» 16:00 (UTC−6) | Neagu 52' Dumitrache 75' (pen.) | verslag (FIFA) verslag | 5' Petráš         | Estadio Jalisco, Guadalajara Toeschouwers: 56.818 Scheidsrechter: Diego De Leo (MEX) |

|                                              |          |                        |               |                                                                                       |
| 7 juni 1970 «onderlinge duels» 12:00 (UTC−6) | Engeland | 0 – 1                  | Brazilië      | Estadio Jalisco, Guadalajara Toeschouwers: 66.843 Scheidsrechter: Abraham Klein (ISR) |
| 7 juni 1970 «onderlinge duels» 12:00 (UTC−6) |          | verslag (FIFA) verslag | 59' Jairzinho | Estadio Jalisco, Guadalajara Toeschouwers: 66.843 Scheidsrechter: Abraham Klein (ISR) |

|                                               |                                |                        |                             |                                                                                             |
| 10 juni 1970 «onderlinge duels» 16:00 (UTC−6) | Roemenië                       | 2 – 3                  | Brazilië                    | Estadio Jalisco, Guadalajara Toeschouwers: 50.804 Scheidsrechter: Ferdinand Marschall (AUT) |
| 10 juni 1970 «onderlinge duels» 16:00 (UTC−6) | Dumitrache 34' Dembrovschi 84' | verslag (FIFA) verslag | 19', 67' Pelé 22' Jairzinho | Estadio Jalisco, Guadalajara Toeschouwers: 50.804 Scheidsrechter: Ferdinand Marschall (AUT) |

|                                               |                   |                        |                   |                                                                                      |
| 11 juni 1970 «onderlinge duels» 16:00 (UTC−6) | Engeland          | 1 – 0                  | Tsjecho-Slowakije | Estadio Jalisco, Guadalajara Toeschouwers: 49.292 Scheidsrechter: Roger Machin (FRA) |
| 11 juni 1970 «onderlinge duels» 16:00 (UTC−6) | Clarke 50' (pen.) | verslag (FIFA) verslag |                   | Estadio Jalisco, Guadalajara Toeschouwers: 49.292 Scheidsrechter: Roger Machin (FRA) |

### Groep D
Peru was de grote verrassing in de kwalificatieronde door Argentinië te verslaan en ging onder leiding van de legendarische oud-wereldkampioen Didi met een jonge, veelbelovende selectie naar Mexico. De ploeg werd opgeschrikt door het nieuws van de aardbeving in hun eigen land, waar duizenden mensen de dood vonden en speelden hun eerste wedstrijd tegen Bulgarije met rouwbanden. Peru leek nog onder de indruk en stond met 2-0 achter, maar een spectaculaire inhaalrace met de jonge Teófilo Cubillas in de hoofdrol zorgde voor een 3-2 overwinning.
Marokko was geïnspireerd door het succes van Noord-Korea op het laatste WK en stond in de eerste helft met 1-0 voor tegen West-Duitsland. Goals van Uwe Seeler en Gerd Müller zorgde voor de benauwde overwinning: 2-1. Vervolgens werden Bulgarije en Peru overtuigend verslagen met in beide wedstrijden drie goals van der "Bomber" Gerd Müller. Bulgarije won ook in zijn derde WK geen enkel duel.
| Land           | Wed | Win | Gel | Ver | DV | DT | +/− | Pnt |
| -------------- | --- | --- | --- | --- | -- | -- | --- | --- |
| West-Duitsland | 3   | 3   | 0   | 0   | 10 | 4  | +6  | 6   |
| Peru           | 3   | 2   | 0   | 1   | 7  | 5  | +2  | 4   |
| Bulgarije      | 3   | 0   | 1   | 2   | 5  | 9  | −4  | 1   |
| Marokko        | 3   | 0   | 1   | 2   | 2  | 6  | −4  | 1   |

|                                              |                                         |                        |                            |                                                                                     |
| 2 juni 1970 «onderlinge duels» 16:00 (UTC−6) | Peru                                    | 3 – 2                  | Bulgarije                  | Estadio Nou Camp, León Toeschouwers: 13.765 Scheidsrechter: Antonio Sbardella (ITA) |
| 2 juni 1970 «onderlinge duels» 16:00 (UTC−6) | Gallardo 50' Chumpitaz 55' Cubillas 73' | verslag (FIFA) verslag | 13' Dermendzhiev 49' Bonev | Estadio Nou Camp, León Toeschouwers: 13.765 Scheidsrechter: Antonio Sbardella (ITA) |

|                                              |           |                        |                       |                                                                                  |
| 3 juni 1970 «onderlinge duels» 16:00 (UTC−6) | Marokko   | 1 – 2                  | West-Duitsland        | Estadio Nou Camp, León Toeschouwers: 12.942 Scheidsrechter: Lau van Ravens (NED) |
| 3 juni 1970 «onderlinge duels» 16:00 (UTC−6) | Jarir 21' | verslag (FIFA) verslag | 56' Seeler 80' Müller | Estadio Nou Camp, León Toeschouwers: 12.942 Scheidsrechter: Lau van Ravens (NED) |

|                                              |                              |                        |         |                                                                                  |
| 6 juni 1970 «onderlinge duels» 16:00 (UTC−6) | Peru                         | 3 – 0                  | Marokko | Estadio Nou Camp, León Toeschouwers: 13.537 Scheidsrechter: Tofiq Bahramov (URS) |
| 6 juni 1970 «onderlinge duels» 16:00 (UTC−6) | Cubillas 65', 75' Challe 67' | verslag (FIFA) verslag |         | Estadio Nou Camp, León Toeschouwers: 13.537 Scheidsrechter: Tofiq Bahramov (URS) |

|                                              |                         |                        |                                                   |                                                                                     |
| 7 juni 1970 «onderlinge duels» 12:00 (UTC−6) | Bulgarije               | 2 – 5                  | West-Duitsland                                    | Estadio Nou Camp, León Toeschouwers: 12.710 Scheidsrechter: Ortiz de Mendibil (ESP) |
| 7 juni 1970 «onderlinge duels» 12:00 (UTC−6) | Nikodimov 12' Kolev 89' | verslag (FIFA) verslag | 20' Libuda 27', 52' (pen.), 88' Müller 67' Seeler | Estadio Nou Camp, León Toeschouwers: 12.710 Scheidsrechter: Ortiz de Mendibil (ESP) |

|                                               |              |                        |                      |                                                                                         |
| 10 juni 1970 «onderlinge duels» 16:00 (UTC−6) | Peru         | 1 – 3                  | West-Duitsland       | Estadio Nou Camp, León Toeschouwers: 17.875 Scheidsrechter: Abel Aguilar Elizalde (MEX) |
| 10 juni 1970 «onderlinge duels» 16:00 (UTC−6) | Cubillas 44' | verslag (FIFA) verslag | 19', 26', 39' Müller | Estadio Nou Camp, León Toeschouwers: 17.875 Scheidsrechter: Abel Aguilar Elizalde (MEX) |

|                                               |             |                        |               |                                                                                            |
| 11 juni 1970 «onderlinge duels» 16:00 (UTC−6) | Bulgarije   | 1 – 1                  | Marokko       | Estadio Nou Camp, León Toeschouwers: 12.299 Scheidsrechter: Antonio Ribeiro Saldanha (POR) |
| 11 juni 1970 «onderlinge duels» 16:00 (UTC−6) | Zhechev 40' | verslag (FIFA) verslag | 61' Ghazouani | Estadio Nou Camp, León Toeschouwers: 12.299 Scheidsrechter: Antonio Ribeiro Saldanha (POR) |

## Knock-outfase
|  | kwartfinale           | kwartfinale           |                       |   | halve finale          | halve finale          |   |  | finale | finale |
|  |                       |                       |                       |   |                       |                       |   |  |        |        |
|  | 14 juni – Guadalajara |                       |                       |   |                       |                       |   |  |        |        |
|  |                       |                       |                       |   |                       |                       |   |  |        |        |
|  | Brazilië              | 4                     |                       |   |                       |                       |   |  |        |        |
|  | Brazilië              | 4                     | 17 juni – Guadalajara |   |                       |                       |   |  |        |        |
|  | Peru                  | 2                     |                       |   |                       |                       |   |  |        |        |
|  | Peru                  | 2                     | Brazilië              | 3 |                       |                       |   |  |        |        |
|  | 14 juni – Mexico-Stad |                       | Brazilië              | 3 |                       |                       |   |  |        |        |
|  |                       | Uruguay               | 1                     |   |                       |                       |   |  |        |        |
|  | Uruguay               | Uruguay               | 1                     | 1 |                       |                       |   |  |        |        |
|  | Uruguay               |                       | 21 juni – Mexico-Stad | 1 |                       |                       |   |  |        |        |
|  | Sovjet-Unie           | 0                     |                       |   |                       |                       |   |  |        |        |
|  | Sovjet-Unie           | 0                     | Brazilië              | 4 |                       |                       |   |  |        |        |
|  | 14 juni – Toluca      |                       | Brazilië              | 4 |                       |                       |   |  |        |        |
|  |                       | Italië                | 1                     |   |                       |                       |   |  |        |        |
|  | Italië                | Italië                | 1                     | 4 |                       |                       |   |  |        |        |
|  | Italië                | 17 juni – Mexico-Stad |                       | 4 |                       |                       |   |  |        |        |
|  | Mexico                | 1                     |                       |   |                       |                       |   |  |        |        |
|  | Mexico                | 1                     | Italië                | 4 | derde plaats          | derde plaats          |   |  |        |        |
|  | 14 juni – León        |                       | Italië                | 4 | derde plaats          | derde plaats          |   |  |        |        |
|  |                       | West-Duitsland        | 3                     |   | 20 juni – Mexico-Stad | 20 juni – Mexico-Stad |   |  |        |        |
|  | West-Duitsland        | West-Duitsland        | 3                     | 3 | 20 juni – Mexico-Stad | 20 juni – Mexico-Stad |   |  |        |        |
|  | West-Duitsland        |                       |                       |   |                       | Uruguay               | 0 |  |        |        |
|  | Engeland              | 2                     |                       |   |                       | Uruguay               | 0 |  |        |        |
|  | Engeland              | 2                     | West-Duitsland        | 1 |                       |                       |   |  |        |        |
|  |                       |                       | West-Duitsland        | 1 |                       |                       |   |  |        |        |

### Kwartfinale
Met Mazzola in de eerste helft en Rivera in de tweede helft wist Italië door te stoten naar de halve finales. In de tweede helft werd Mexico met 4-1 verslagen, mede door fouten van de doelman, Calderon. Zowel Brazilië als Peru konden absoluut niet verdedigen, daardoor ontstond een uiterst attractief duel. De extra klasse van de Brazilianen gaf de doorslag: 4-2, met twee goals van de "witte Pelé", Tostão. Peru kon met opgeheven hoofd naar huis, Cubillas scoorde in elke wedstrijd. Uruguay plaatste zich pas in de 117e minuut voor de halve finales ten koste van de Sovjet-Unie. Het doelpunt was omstreden, want Espárrago scoorde uit een voorzet, die eigenlijk over de doellijn was gegaan.
León was getuige van de herhaling van de WK-finale tussen Engeland en West-Duitsland van 1966. De wedstrijd was nog spannender dan de wedstrijd op Wembley. In eerste instantie was Engeland veel sterker en kwam op een 2-0 voorsprong door goals van Mullery en Peters. Franz Beckenbauer bracht West-Duitsland terug in de wedstrijd, vervolgens wisselde de Engelse coach Alf Ramsey en Bobby Charlton om hen rust te gunnen voor de halve finales. Een misrekening, want vlak voor tijd passeerde Uwe Seeler doelman Bonetti met zijn nek. De eerste doelman van Engeland Gordon Banks was geveld door een voedselvergiftiging en dat brak de Engelsen behoorlijk op. In de verlenging waren er kansen voor beide partijen, maar alleen Gerd Müller scoorde nog, Duitsland had zijn revanche. Voor de eerste keer in het WK stonden alleen oud-wereldkampioenen in de halve finale.
|                                               |             |                        |                |                                                                                       |
| 14 juni 1970 «onderlinge duels» 12:00 (UTC−6) | Sovjet-Unie | 0 – 1 (n.v.)           | Uruguay        | Aztekenstadion, Mexico-Stad Toeschouwers: 26.085 Scheidsrechter: Lau van Ravens (NED) |
| 14 juni 1970 «onderlinge duels» 12:00 (UTC−6) |             | verslag (FIFA) verslag | 117' Espárrago | Aztekenstadion, Mexico-Stad Toeschouwers: 26.085 Scheidsrechter: Lau van Ravens (NED) |

|                                               |                                            |                        |              |                                                                                       |
| 14 juni 1970 «onderlinge duels» 12:00 (UTC−6) | Italië                                     | 4 – 1                  | Mexico       | Estadio Luis Dosal, Toluca Toeschouwers: 26.851 Scheidsrechter: Rudolf Scheurer (SUI) |
| 14 juni 1970 «onderlinge duels» 12:00 (UTC−6) | Guzmán 25' (e.d.) Riva 63', 76' Rivera 70' | verslag (FIFA) verslag | 13' González | Estadio Luis Dosal, Toluca Toeschouwers: 26.851 Scheidsrechter: Rudolf Scheurer (SUI) |

|                                               |                                            |                        |                                   |                                                                                      |
| 14 juni 1970 «onderlinge duels» 12:00 (UTC−6) | Brazilië                                   | 4 – 2                  | Peru                              | Estadio Jalisco, Guadalajara Toeschouwers: 54.233 Scheidsrechter: Vital Loraux (BEL) |
| 14 juni 1970 «onderlinge duels» 12:00 (UTC−6) | Rivelino 11' Tostão 15', 52' Jairzinho 75' | verslag (FIFA) verslag | 28' Gallardo 70' Teófilo Cubillas | Estadio Jalisco, Guadalajara Toeschouwers: 54.233 Scheidsrechter: Vital Loraux (BEL) |

|                                               |                                        |                        |                        |                                                                                  |
| 14 juni 1970 «onderlinge duels» 12:00 (UTC−6) | West-Duitsland                         | 3 – 2 (n.v.)           | Engeland               | Estadio Nou Camp, León Toeschouwers: 23.357 Scheidsrechter: Ángel Coerezza (ARG) |
| 14 juni 1970 «onderlinge duels» 12:00 (UTC−6) | Beckenbauer 68' Seeler 82' Müller 108' | verslag (FIFA) verslag | 31' Mullery 49' Peters | Estadio Nou Camp, León Toeschouwers: 23.357 Scheidsrechter: Ángel Coerezza (ARG) |

### Halve finale
De halve finales waren confrontaties tussen teams uit Zuid-Amerika en Europa. Brazilië had het in de eerste helft erg moeilijk met het sterk verdedigende Uruguay. De aanvallers kwam er niet doorheen en door een bekende misser van de matige Braziliaanse verdediging en keeper Felix kwam Uruguay op een 1-0 voorsprong door een goal van Cubilla. Vlak voor rust maakte Clodoaldo gelijk. In de tweede helft domineerden de Brazilianen zoals in al hun wedstrijden en wonnen met 3-1 door goals van Jairzinho en Rivelino. Legendarisch was de wedstrijd geworden door een historisch geworden "dummy" van Pelé, die via een misleiding zonder de bal te raken keeper Mazurkiewicz de andere kant opstuurde, Pelé miste echter.
De andere halve finale had tot een anticlimax kunnen leiden. Italië kwam snel op een 1-0 voorsprong tegen West-Duitsland door een doelpunt van Boninsegna. Italië beperkte zich daarna tot verdedigen en de Duitsers moesten komen onder aanvoering van Franz Beckenbauer. Ze kregen veel kansen, maar de uitblinkende doelman Albertosi was niet te passeren. Zoals zo vaak scoorde Duitsland vlak voor tijd door een doelpunt van de bij AC Milan spelende Karl-Heinz Schnellinger. Daarna volgde een wonderlijke verlenging: 1-2 door Gerd Müller, 2-2 door Burgnich en 3-2 door Luigi Riva in de eerste verlenging. In de twee verlenging ging het doelpuntenfestijn vrolijk verder: 3-3 door weer Müller (zijn tiende van het toernooi) en meteen vanaf de aftrap de winnende goal van de Italianen: uitgerekend wisselspeler Gianni Rivera scoorde de 4-3. De wedstrijd is de geschiedenis ingegaan als de "Wedstrijd van de Eeuw". Beckenbauer speelde de hele verlenging met een mitella. Hij brak zijn sleutelbeen na een grove charge, maar moest verder, omdat alle wisselspelers waren verbruikt.
|                                               |             |                        |                                          |                                                                                           |
| 17 juni 1970 «onderlinge duels» 16:00 (UTC−6) | Uruguay     | 1 – 3                  | Brazilië                                 | Estadio Jalisco, Guadalajara Toeschouwers: 51.261 Scheidsrechter: Ortiz de Mendibil (ESP) |
| 17 juni 1970 «onderlinge duels» 16:00 (UTC−6) | Cubilla 19' | verslag (FIFA) verslag | 44' Clodoaldo 76' Jairzinho 89' Rivelino | Estadio Jalisco, Guadalajara Toeschouwers: 51.261 Scheidsrechter: Ortiz de Mendibil (ESP) |

|                                               |                                                  |                        |                                   |                                                                                         |
| 17 juni 1970 «onderlinge duels» 16:00 (UTC−6) | Italië                                           | 4 – 3 (n.v.)           | West-Duitsland                    | Aztekenstadion, Mexico-Stad Toeschouwers: 102.444 Scheidsrechter: Arturo Yamasaki (MEX) |
| 17 juni 1970 «onderlinge duels» 16:00 (UTC−6) | Boninsegna 8' Burgnich 98' Riva 104' Rivera 111' | verslag (FIFA) verslag | 90' Schnellinger 94', 110' Müller | Aztekenstadion, Mexico-Stad Toeschouwers: 102.444 Scheidsrechter: Arturo Yamasaki (MEX) |

### Troostfinale
West-Duitsland won zonder Beckenbauer met 1–0 van Uruguay en pakte de derde plaats. Spits Uwe Seeler speelde zijn laatste WK-wedstrijd en werd tweede, derde en vierde. maar nooit wereldkampioen. Hij speelde 22 wedstrijden, op dat moment een record en scoorde negen doelpunten.
|                                               |         |                        |                |                                                                                           |
| 20 juni 1970 «onderlinge duels» 16:00 (UTC−6) | Uruguay | 0 – 1                  | West-Duitsland | Aztekenstadion, Mexico-Stad Toeschouwers: 104.403 Scheidsrechter: Antonio Sbardella (ITA) |
| 20 juni 1970 «onderlinge duels» 16:00 (UTC−6) |         | verslag (FIFA) verslag | 26' Overath    | Aztekenstadion, Mexico-Stad Toeschouwers: 104.403 Scheidsrechter: Antonio Sbardella (ITA) |

### Finale
|                                               |                                                      |                        |                |                                                                                       |
| 21 juni 1970 «onderlinge duels» 12:00 (UTC−6) | Brazilië                                             | 4 – 1                  | Italië         | Aztekenstadion, Mexico-Stad Toeschouwers: 107.412 Scheidsrechter: Rudi Glöckner (DDR) |
| 21 juni 1970 «onderlinge duels» 12:00 (UTC−6) | Pelé 18' Gérson 66' Jairzinho 71' Carlos Alberto 86' | verslag (FIFA) verslag | 37' Boninsegna | Aztekenstadion, Mexico-Stad Toeschouwers: 107.412 Scheidsrechter: Rudi Glöckner (DDR) |

| 1970 Wereldkampioen  |
| -------------------- |
|                      |
| BRAZILIË Derde titel |

## Toernooiranglijst
| Plaats                          | Land              | Groep | GW | Win | Gel | Ver | DV | DT | +/− | Pnt |
| ------------------------------- | ----------------- | ----- | -- | --- | --- | --- | -- | -- | --- | --- |
| 1                               | Brazilië          | C     | 6  | 6   | 0   | 0   | 19 | 7  | +12 | 12  |
| 2                               | Italië            | B     | 6  | 3   | 2   | 1   | 10 | 8  | +2  | 8   |
| 3                               | West-Duitsland    | D     | 6  | 5   | 0   | 1   | 17 | 10 | +7  | 10  |
| 4                               | Uruguay           | B     | 6  | 2   | 1   | 3   | 4  | 5  | −1  | 5   |
| Uitgeschakeld in de kwartfinale |                   |       |    |     |     |     |    |    |     |     |
| 5                               | Sovjet-Unie       | A     | 4  | 2   | 1   | 1   | 6  | 2  | +4  | 5   |
| 6                               | Mexico            | A     | 4  | 2   | 1   | 1   | 6  | 4  | +2  | 5   |
| 7                               | Peru              | D     | 4  | 2   | 0   | 2   | 9  | 9  | 0   | 4   |
| 8                               | Engeland          | C     | 4  | 2   | 0   | 2   | 4  | 4  | 0   | 4   |
| Uitgeschakeld in de groepsfase  |                   |       |    |     |     |     |    |    |     |     |
| 9                               | Zweden            | B     | 3  | 1   | 1   | 1   | 2  | 2  | 0   | 3   |
| 10                              | België            | A     | 3  | 1   | 0   | 2   | 4  | 5  | −1  | 2   |
| 10                              | Roemenië          | C     | 3  | 1   | 0   | 2   | 4  | 5  | −1  | 2   |
| 12*                             | Israël            | B     | 3  | 0   | 2   | 1   | 1  | 3  | −2  | 2   |
| 13**                            | Bulgarije         | D     | 3  | 0   | 1   | 2   | 5  | 9  | −4  | 1   |
| 14                              | Marokko           | D     | 3  | 0   | 1   | 2   | 2  | 6  | −4  | 1   |
| 15                              | Tsjecho-Slowakije | C     | 3  | 0   | 0   | 3   | 2  | 7  | −5  | 0   |
| 16                              | El Salvador       | A     | 3  | 0   | 0   | 3   | 0  | 9  | −9  | 0   |

## Statistieken

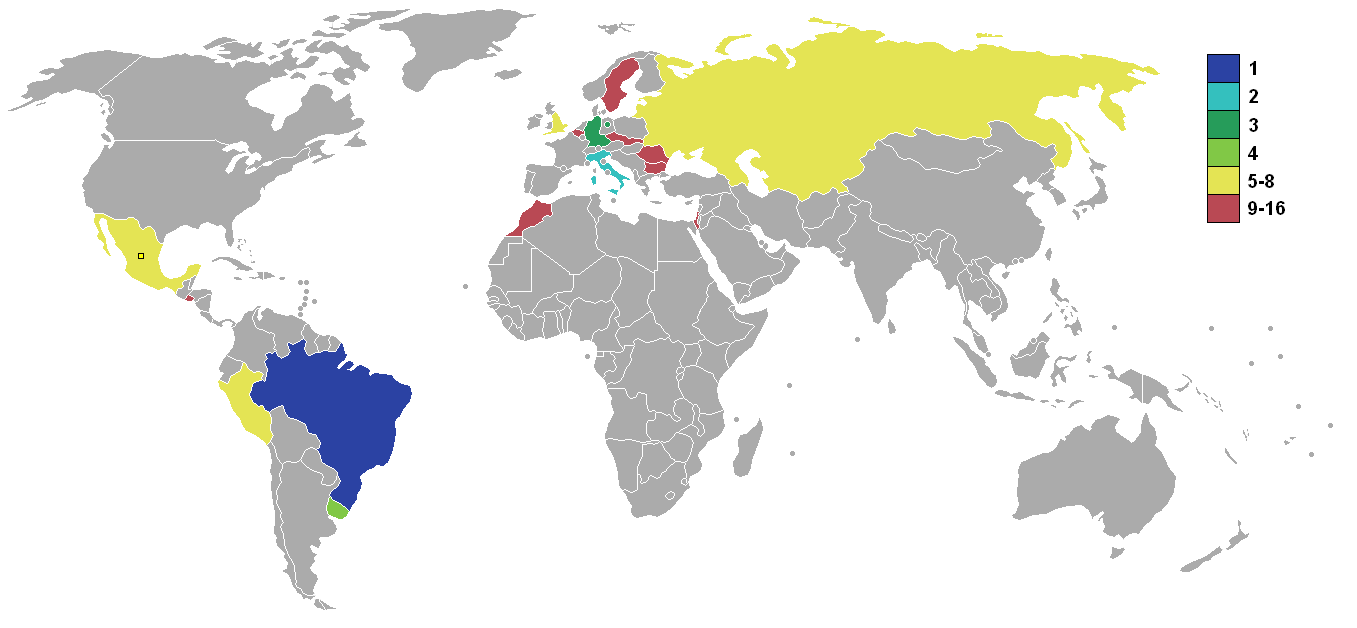
Deelnemende landen

| Aantal wedstrijden               | 32        |
| Totaal aantal doelpunten         | 95        |
| Eigen doelpunten                 | 1         |
| Aantal rode kaarten              | 0         |
| Aantal gele kaarten              | 0         |
| Doelpuntgemiddelde per wedstrijd | 2,97      |
| Toeschouwerstotaal               | 1.673.975 |
| Toeschouwersgemiddelde           | 52.311    |

## Doelpuntenmakers
10 doelpunten
- Gerd Müller

7 doelpunten
- Jairzinho

5 doelpunten
- Teófilo Cubillas

4 doelpunten
- Pelé
- Anatoli Bisjovets

3 doelpunten
- Rivellino
- Luigi Riva
- Uwe Seeler

2 doelpunten
- Raoul Lambert
- Wilfried Van Moer
- Tostão
- Ladislav Petráš
- Roberto Boninsegna
- Gianni Rivera
- Javier Valdivia
- Alberto Gallardo
- Florea Dumitrache

1 doelpunt
- Carlos Alberto
- Clodoaldo
- Gérson
- Hristo Bonev
- Dinko Dermendzhiev
- Todor Kolev
- Asparuh Nikodimov
- Dobromir Zhechev
- Allan Clarke
- Geoff Hurst
- Alan Mullery
- Martin Peters
- Mordechai Spiegler
- Tarcisio Burgnich
- Angelo Domenghini
- Maouhoub Ghazouani
- Houmane Jarir
- Juan Ignacio Basaguren
- Javier Fragoso
- José Luis González
- Gustavo Peña
- Roberto Challe
- Héctor Chumpitaz
- Emerich Dembrovschi
- Alexandru Neagu
- Kachi Asatiani
- Vitali Chmelnitski
- Ove Grahn
- Tom Turesson
- Luis Cubilla
- Víctor Espárrago
- Ildo Maneiro
- Juan Mujica
- Franz Beckenbauer
- Reinhard Libuda
- Wolfgang Overath
- Karl-Heinz Schnellinger

Eigen doelpunten
- Javier Guzmán (Tegen Italië)

## WK 1970 in beeld

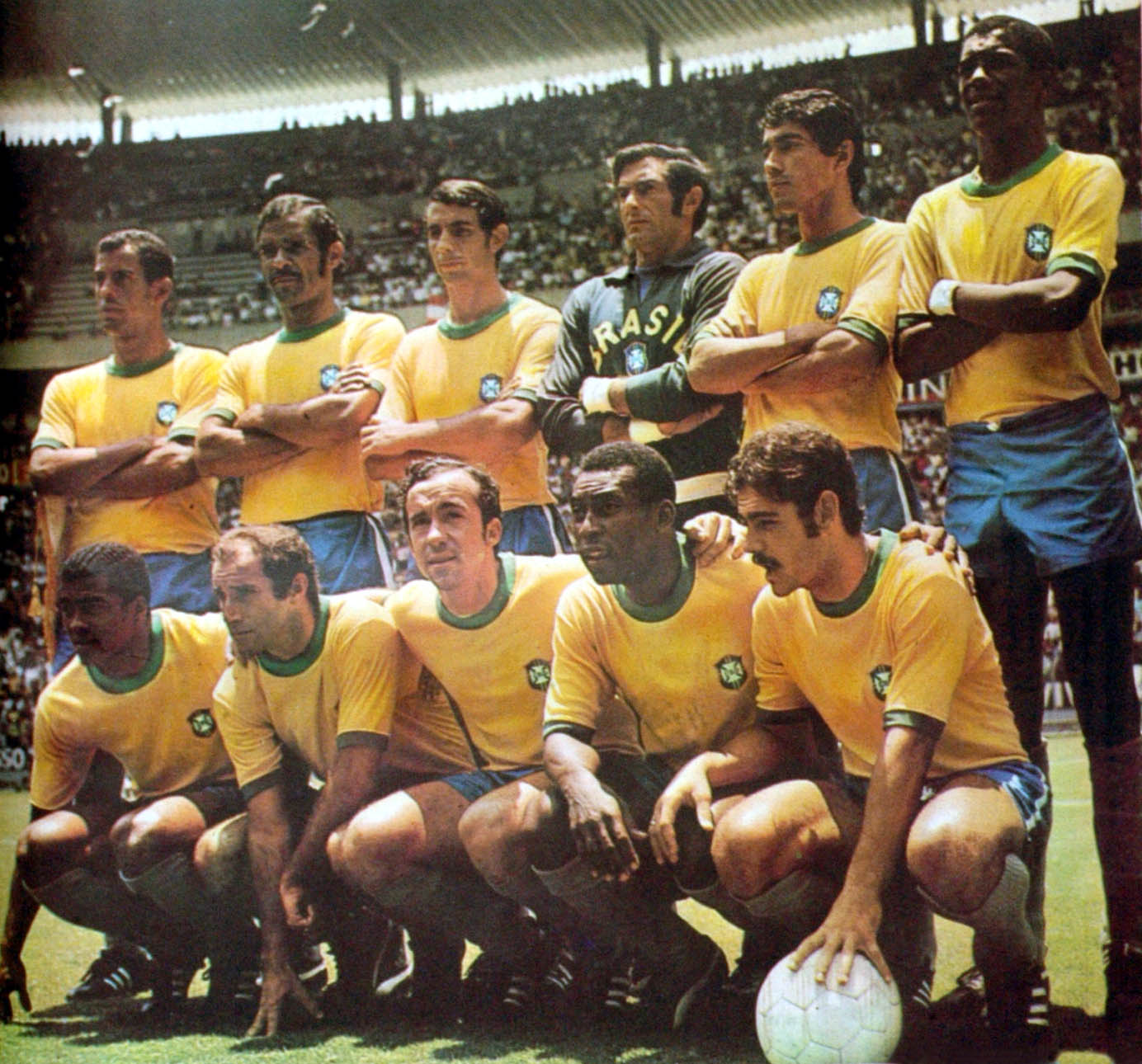
Brazilië
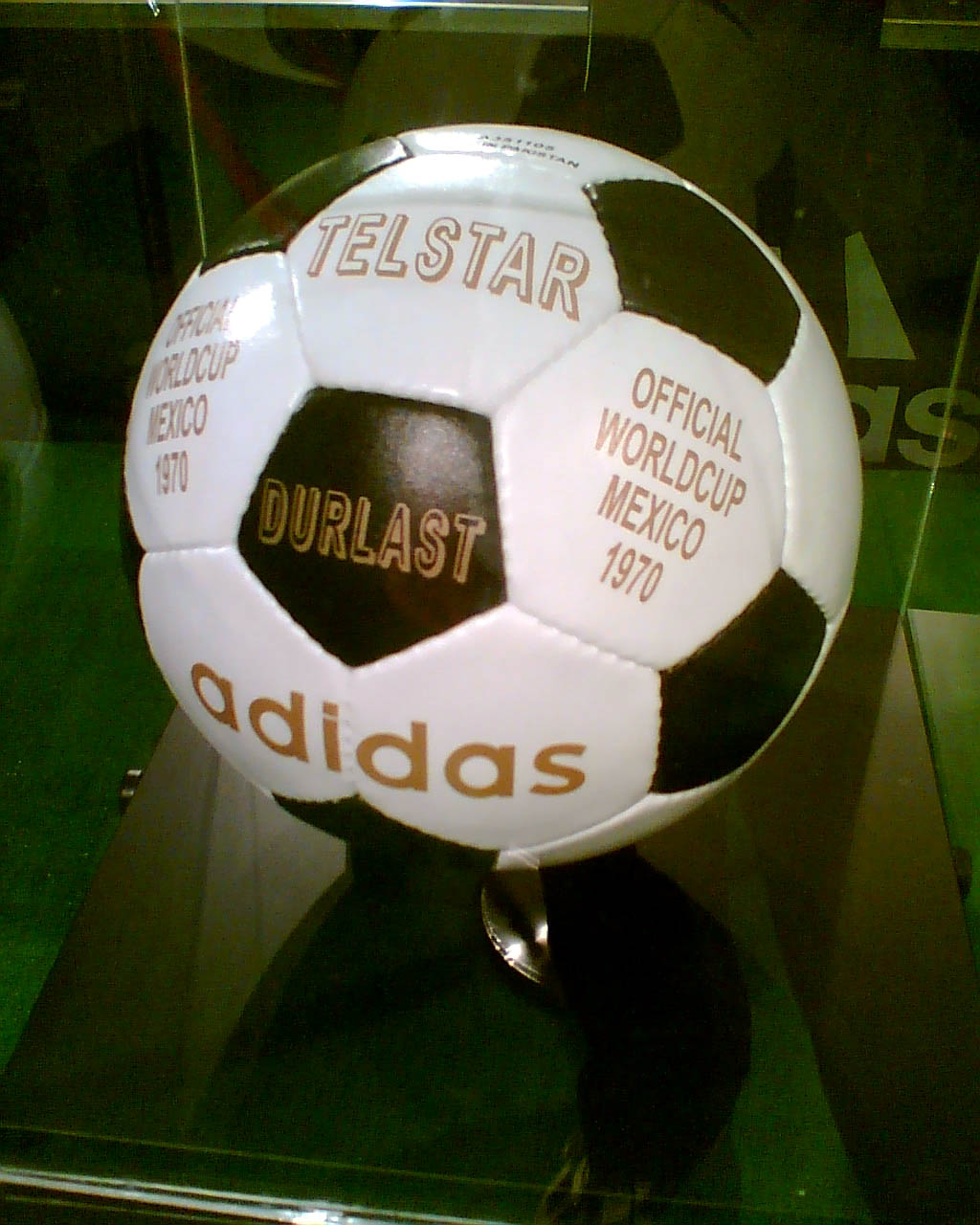
De bal

Estadio Jalisco (Guadalajara) · Estadio Guanajuato (León) · Aztekenstadion (Mexico-Stad) · Estadio Cuauhtémoc (Puebla) · Estadio Luis Dosal (Toluca)